# I Приморский уезд
I Приморский уезд (I Приморский округ) — административно-территориальная единица Букеевской губернии (с 1920 года — в составе Киргизской АССР), существовавшая в 1919—1922 годах.
I Приморский уезд, не имевший административного центра, был образован в 1919 году. В 1920 включал 16 кочевых волостей, имевших номера (с 1 по 16) вместо названий.
В январе 1921 года вместо 16 волостей было создано 4 (все кочевые):
- Бастауская
- Манашевская
- Мынтюбинская
- Чулановская

6 мая 1922 года I Приморский уезд был упразднён. Его территория отошла к Денгизскому уезду.